# Racheal Nachula
Racheal Nachula (sinh ngày 14 tháng 1 năm 1990) là một cầu thủ bóng đá và cựu vận động viên chạy nước rút người Zambia. Cô hiện đang thi đấu ở vị trí tiền đạo cho câu lạc bộ Hapoel Katamon Jerusalem tại Giải bóng đá Ngoại hạng Israel và đội tuyển bóng đá nữ quốc gia Zambia.
Cô đã giành huy chương đồng tại Giải vô địch châu Phi 2008, trong thời gian cá nhân tốt nhất là 51,39 giây. Cô đã tham dự Thế vận hội Khối thịnh vượng chung 2006, Giải vô địch thế giới thiếu niên năm 2006, Giải vô địch trong nhà thế giới 2008 và Thế vận hội mùa hè 2008 mà không đủ điều kiện cho vòng chung kết. Cô đã giành huy chương bạc trong 400 m tại Giải vô địch điền kinh thiếu niên châu Phi năm 2009, ghi lại thời gian 53,34   giây 
Cô cũng có 23,42 giây trong 200 mét, đạt được vào tháng 5 năm 2007 tại Gaborone.